# Alfons Kemper
Alfons Kemper (* 1958) ist deutscher Informatiker und Ordinarius an der Fakultät für Informatik der Technischen Universität München. Sein Forschungsgebiet liegt bei Datenbanksystemen.

## Leben
Kemper studierte von 1977 bis 1981 Informatik an der Universität Dortmund (Vordiplom) und der University of Southern California in Los Angeles (Master of Science) und wurde anschließend 1984 bei Ellis Horowitz promoviert. Von 1984 bis 1991 arbeitete er als Hochschulassistent bei Peter Lockemann an der Universität Karlsruhe (TH) und habilitierte dort. 1991 wurde er an den Lehrstuhl für Informatik III der RWTH Aachen berufen, zwei Jahre später erhielt er eine C4-Professur für Informatik an der Universität Passau. Dort war Kemper von Oktober 2001 bis Oktober 2003 Dekan der Fakultät für Mathematik und Informatik. 2004 erhielt er eine Berufung auf den Lehrstuhl für Informatik III (Datenbanksysteme) an der TU München. Der Lehrstuhl ist an dem Bayerischen Elitestudiengang Softwaretechnik beteiligt. Kemper war vom Wintersemester 2006 bis Sommersemester 2010 Dekan der Fakultät für Informatik und ist ab Oktober 2022 Head of Computer Science der neugegründeten School of Computation, Information and Technology.
Von November 2010 bis März 2017 war Kemper Sprecher der Fachgruppe Datenbanksysteme der Gesellschaft für Informatik (GI) und wurde 2015 zum Fellow der GI ernannt.

## Forschung
Eine Zeitlang forschte Kemper an objektorientierten Datenbanken. Mittlerweile bilden Hauptspeicherdatenbanksysteme den Schwerpunkt seiner Forschung. Zusammen mit Thomas Neumann konzipierte er das Hauptspeicherdatenbanksystem HyPer, das 2016 an Tableau Software verkauft wurde, und arbeitet an dessen Nachfolgesystem Umbra.

## Auszeichnungen
- 2021 ICDE Ten-Year Influential Paper Award[5]
- 2022 ACM Fellow[6]

## Werke
- mit Eickler: Datenbanksysteme – Eine Einführung. Oldenbourg Verlag, 2013
- mit Wimmer: Übungsbuch Datenbanksysteme. Oldenbourg Verlag, 2012